# Oil and Water
"Oil and Water" é uma canção escrita por Brandon Boyd, Mike Einziger, Ben Kenney, Chris Kilmore e Jose Pasillas, gravada pela banda Incubus.
É o terceiro single do sexto álbum de estúdio Light Grenades de 2006.

## Desempenho nas paradas musicais
| Ano  | Parada musical                              | Posição |
| ---- | ------------------------------------------- | ------- |
| 2007 | Estados Unidos - Hot Mainstream Rock Tracks | 38      |
| 2007 | Estados Unidos - Alternative Songs          | 8       |